# ساترانیدازول
ساترانیدازول (به انگلیسی: Satranidazole)
نام تجاری: Satrogyl
رده درمانی: نیترو ایمیدازول، آنتی بیوتیک
اَشکال دارویی: قرص، تزريق

## موارد مصرف
درمان آمیب‌های کبد و روده، آبسه کبدی، پریودنتیت(پیوره لثه)، باکتری‌های بی هوازی گرم مثبت و گرم منفی و تک یاخته‌ها مانند ژیاردیا، تریکوموناس مؤثر است. همچنین در درمان عفونت‌های داخل شکمی کاربرد دارد.

## مکانیسم اثر
ساترانیدازول یک آنتی بیوتیک از گروه نیترو ایمیدازول‌ها و همانند مترونیدازول و تینیدازول است. به سرعت از راه خوراکی جذب می‌شود و نیمه عمر آن 14 ساعت است.

## تداخلات دارویی
داروهای ضد انعقاد خوراکی مانند وارفارین ممکن است باعث ایجاد تظاهرات خونریزی شود. فنوباربیتال، فنی توئین یا ریفامپین باعث تضعیف اثر ساترانیدازول می‌شوند.
در صورت مصرف با فلوروکینولون ها منجر به تظاهرات اعصاب و تشدید لرزش می‌شود.
چنانچه از هر داروی دیگری استفاده مینمایید قبل از مصرف ساترانیدازول پزشک خود را از مصرف آن مطلع نمایید حتی اگر داروهای مکمل، ویتامین یا داروهای گیاهی باشد.
در طول درمان از مصرف مشروبات الکلی خودداری شود. در صورت مصرف ممکن است به واکنش دی سولفیرام منجر شود.

## عوارض جانبی
از جمله عوارض جانبی شایع تر حالت تهوع، استفراغ، بی اشتهایی، لرزش، تغییر فشار خون یا ضربان قلب، سرگیجه، سردرد، عصبانیت، ضعف و خستگی، احساس طعم فلزی در دهان، خشکی دهان، ندرتاً واکنش‌های آلرژیک پوستی.
در صورت بروز واکنش‌های آلرژیک مانند: بثورات جلدی، تورم صورت یا اندام، کهیر، ایجاد اشکال در تنفس، مشکل در بلع و سایر موارد آلرژیک سریعاً به فوریتهای پزشکی(اورژانس بیمارستانها) مراجعه نمایید.

## موارد منع مصرف
حساسیت شخص به دارو یا مشتقات نیتروایمیدازول‌ها.
بیماران مبتلا به اختلالات CNS اعصاب.
در رده C قرار دارد و دوران بارداری و شیردهی منع مصرف دارد مگر با تشخیص پزشک.

## مقدار مصرف
مقدار مصرف دارو را با توجه به نوع بیماری پزشک تعیین میکند اما دوز مصرف نرمال این دارو هر ۱۲ ساعت یک قرص ۳۰۰ میلی گرم به مدت ۳ تا ۱۰ روز میباشد.
بزرگسالان:
درمان آبسه کبدی آمیبی هر ۱۲ ساعت ۳۰۰ میلی گرم به مدت ۱۰ روز.
درمان تریکوموناس واژینالیس ۶۰۰ میلی گرم به صورت تک دوز.
درمان ژیاردیا ۶۰۰ میلی گرم به صورت تک دوز.

## اشکال دارویی
قرص 3۰۰ میلی گرم
قرص ۵۰۰ میلی گرم
قرص ۱ گرم
ویال ۸۰۰ میلی گرم، ۴۰۰ml